# Régiment de Luxembourg
Le régiment de Luxembourg est un régiment d’infanterie du royaume de France créé en 1684 et incorporé au régiment de Vastan en 1749.

## Création et différentes dénominations
- 1er décembre 1684 : création du régiment de Luxembourg
- 10 mars 1749 : incorporé au régiment de Vastan

## Colonels et mestres de camp
- 14 juillet 1698 : Bernard de Joisel de Mony
- 15 mars 1718 : François-Ferdinand de Clermont-Tonnerre, comte de Morges
- juillet 1734 : Jean-Baptiste de Budes, marquis de Guébriant
- septembre 1734 : Victor-François, duc de Broglie
- 1er décembre 1745 : Jacques-Charles de Courbon, marquis de La Roche-Courbon

## Historique des garnisons, combats et batailles
- 1704 : deuxième Bataille de Höchstädt
- 1734 : Bataille de San Pietro et  Bataille de Guastalla

## Personnalités ayant servi au régiment

### Bernard de Joisel de Mony
Né en 1670, Bernard de Joisel de Mony est cornette dans le régiment Dauphin Étranger le 15 janvier 1689. Il sert à l'armée d'Allemagne sous le duc de Duras et parvenu à une lieutenance en 1690, il fait la campagne en Allemagne lors de la guerre de la Ligue d'Augsbourg.

Il devient Guidon de la compagnie des Gendarmes Dauphin par brevet du 10 janvier 1691, il se trouve au siège de Mons puis à l'armée de la Moselle la même année, puis au siège de Namur et à la bataille de Steinkerque en 1692, en Flandre, en Allemagne et à la bataille de La Marsaille en 1693, à l'armée d'Allemagne en 1694 et 1695, au siège de Valence en Italie en 1696, à l'armée du Rhin en 1697.

Colonel du « régiment d'infanterie de Luxembourg » , par commission du 14 juillet 1698, il se démet du Guidon de la Compagnie des Gendarmes Dauphin, et commande, durant la guerre de Succession d'Espagne le « régiment de Luxembourg » au siège de Nimègue en 1702, à l'armée du Rhin en 1705, aux prises de Drusenheim, de Lauterbourg et de l'ile du Marquisat en 1706 et à l'armée de Flandre en 1707.

Il devient brigadier d'infanterie, par brevet du 3 mars 1708 et il commanda une brigade à la bataille d'Audenarde la même année, à celle de Malplaquet en 1709, à l'armée de Flandre en 1710 à la bataille d'Arleux en 1711, aux sièges de Douai, du Quesnoy et de Bouchain en 1712, aux sièges de Landau et de Fribourg, et à la défaite du général Vaubonne, par le maréchal de Villars en 1713.
Il passe maréchal de camp par brevet du 8 mars 1718 et il se démet du « régiment de Luxembourg », et ne servit plus.

Il meurt le 24 octobre 1725 à l'age de 55 ans.

## Drapeaux

drapeau d’ordonnance
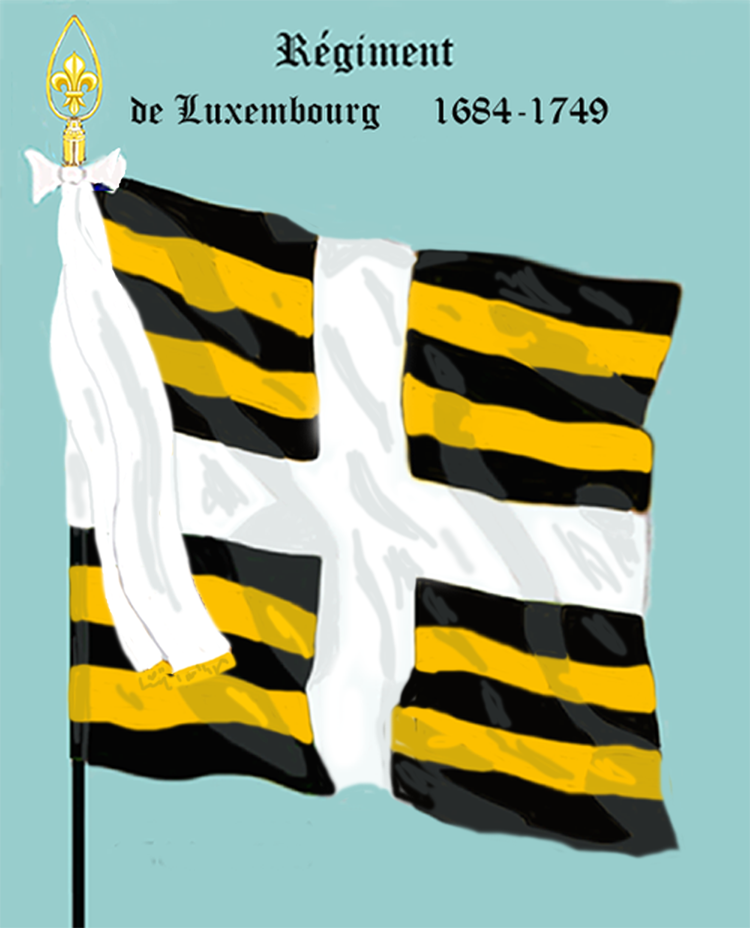
régiment de Luxembourg de 1684 à 1749

## Habillement

uniformes
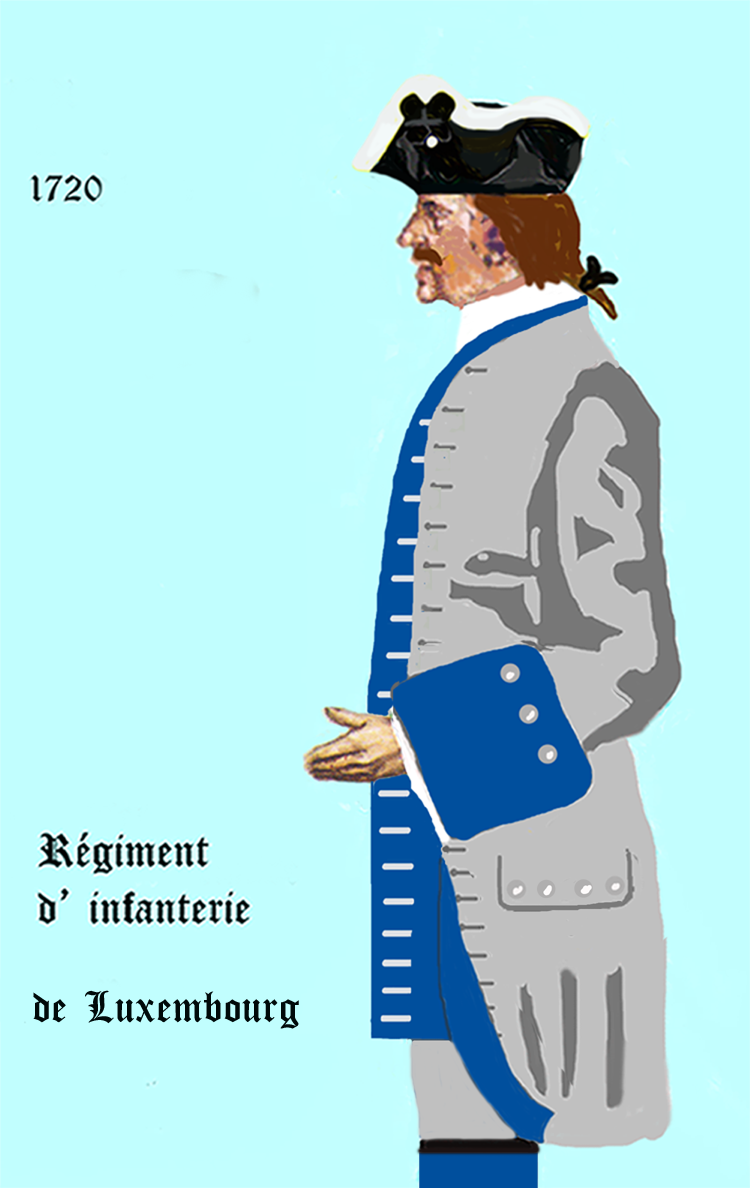
régiment de Luxembourg de 1720 à 1734
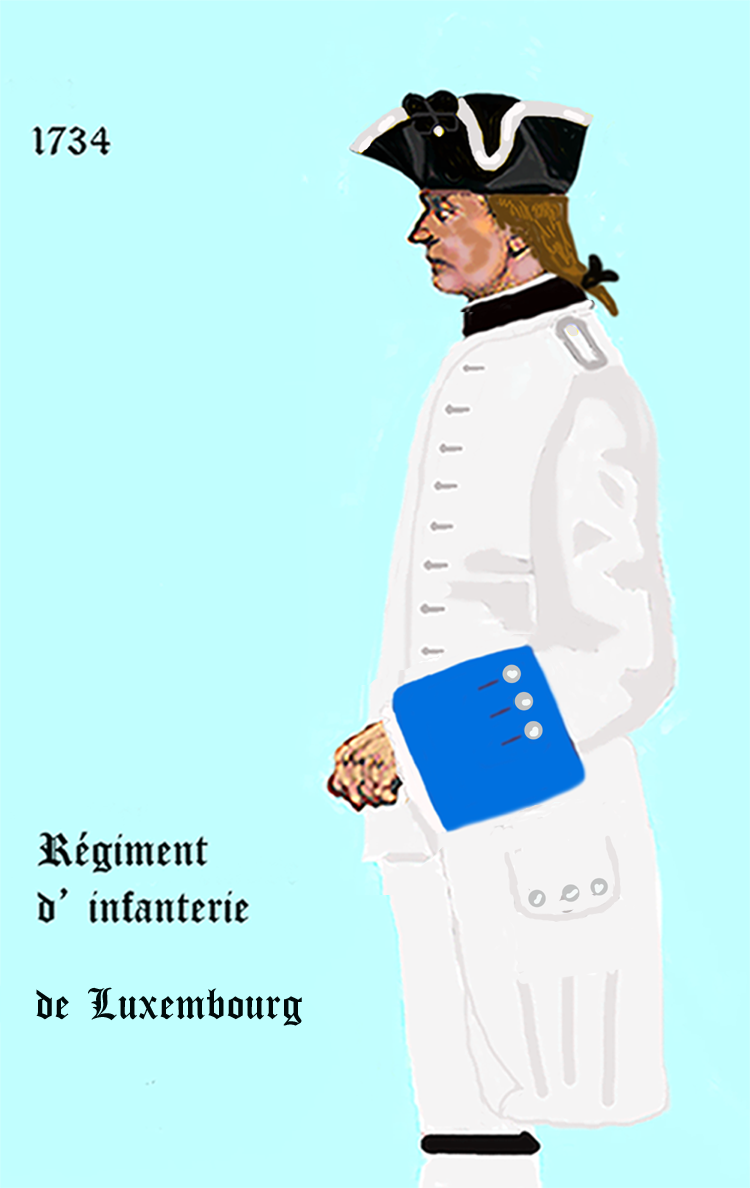
régiment de Luxembourg de 1734 à 1749